# Tomáš Zíb
Tomáš Zíb (født 31. januar 1976 i Písek) er en rutineret tjekkisk tennisspiller, der aldrig rigtig fik sit talent helt igennem på topplan. Han fik dog slået Frederik Løchte Nielsen ud i tredje runde af kvalifikationsturneringen i Wimbledon 2007.
Trak sig tilbage i 2009. Han prøvede dog at genoptage karrieren to år senere men han fik en skade i håndleddet, der definitivt satte en stopper for hans karriere.